# Sverresborg
Sverresborg est une forteresse de Norvège construite vers 1185 pour Sverre Sigurdsson. Elle surplombe la forteresse de Bergenhus et était à l'origine en pierre et en bois. Selon la Saga de Sverris, en 1197 des ennemis du roi Sverre s'y seraient introduits en 1197. Après avoir pillé les lieux et capturé la garnison, ils auraient jeté un cadavre dans le puits. Un squelette retrouvé en 1938 et étudié en 2024 semble corroborer ce récit. Ce serait la première fois qu'un épisode aussi précis d'une saga serait confirmé par l'archéologie.
La forteresse fut détruite deux fois par les Baglers, ennemis des Birkebeiners, au début du XIIIe siècle.
La plupart des constructions encore visibles datent du XVIIe siècle, et les dernières modifications datent de l'époque napoléonienne.
La forteresse eut un rôle important dans la bataille de Vågen, en soutenant la flotte hollandaise à coups de canons.
Ont été exécutés pour trahison à Sverreborg en 1946 pendant l'épuration légale :
- Alfred Josef Gärtner, le 8 août 1946,
- Hans Jakob Skaar Pedersen,le 30 mars 1946.
- Max Emil Gustav Rook, le 5 juin 1947.
- Holger Tou, le 30 janvier 1947.

Pour crimes de guerre :
- Nils Peter Bernhard Hjelmberg, le 8 août 1946 (seul Norvégien des sept).
- Willi August Kesting, le 8 août 1946.
- Ludwig Runzheimer, le 6 juillet 1946.

Sverre s'était aussi fait construire un Sverresborg à Trondheim.